# La Bollène-Vésubie
La Bollène-Vésubie (in italiano, nome storico d'origine ligure, Bollena) è un comune francese di 578 abitanti situato nel dipartimento delle Alpi Marittime della regione della Provenza-Alpi-Costa Azzurra.
In dialetto nizzardo, secondo il canonico di Nizza Georges Castellana, scrittore nella lingua locale, il paese si chiama La Boulèna ed i suoi abitanti sono detti lu Boulenasc.

## Geografia fisica
La Bollène-Vésubie, villaggio di 575 abitanti, detti Bollénois, equivalente a Bollenesi, o meglio ancora in italiano Bollenaschi sul calco della parlata locale nizzarda, di 357 ha (3,5 km²) di cui 1.718 ha (1,1718 km²) di boschi, è un comune del Cantone di Roquebillière.
Il suo territorio comunale occupa il bacino del Planchette, un torrente che viene da est e discende dal "Monte Authion", la cui cima raggiunge 2.082 m. 
Alle porte del Mercantour, il villaggio domina ad ovest la valle del fiume Vesubia e si può ammirare la foresta di Turini ad est.
Con i suoi alberghi, commerci e ristoranti, le sue dotazioni sportivi e la sua stazione sciistica, La Bollène-Vésubie, punto di partenza di numerose escursioni, è un luogo di villeggiatura non evitabile né rimandabile nell'alto "Paese Nizzardo".
Il paese, di forma circolare all'origine, è appollaiato a 680 m sullo sperone roccioso di confluenza, che domina la valle del torrente Boréon, fu vittima di sismi, notoriamente nel 1564; centro di vacanze per ragazzi, grande "centro multimediale", museo d'entomologia e di un mulino per il grano.
Il comune, un tempo Bollena, dalla lingua italiana, ha aggiunto "Vesubia" al suo toponimo storico nel 1908; la sua popolazione è variata tra un massimo di 800 abitanti nel 1866 ed un minimo di 240 attorno al 1970; ha riguadagnato 145 ab. dal 1999 al 2006 (+ 35%); conta oggi 320 residenze secondarie o seconde case.
Al limite orientale del territorio comunale, è stata attrezzata la stazione di sport invernali di Turini-Camp d'Argent, condivisa con il comune di Moulinet, che offre cinque piste e quattro sciovia, più 15 km di piste da sci nordico.
Il paese è una stazione climatica estiva, che allea il benessere dell'acqua di sorgente a quello di un'aria pura e tonica, raccomandata fin dal XIX secolo. La Bollène-Vésubie sfrutta da lungo tempo la sorgente del Prai, captata a 9 km dal villaggio, che possiede un'acqua molto mineralizzata, eccellente per i reni.
La Bollène-Vésubie è uno dei 28 comuni del parco nazionale del Mercantour.

## Storia
Il sito di La Bollène-Vésubie è conosciuto sin dall'Antichità, come testimoniano i documenti medievali che chiamano il primo castrum dal termine «ligure» ABOLENA (radice B-L).
Tracce di credenze pagane si ritrovano ancora nelle leggende locali, che raccontano la storia delle fate, abitanti nelle rocce gessose dello sperone del villaggio. L'assimilazione dei culti ctonici da parte dei primi evangelizzatori di tali luogo richiama la loro presenza.
"Castrum" accertato nel XIII secolo, il villaggio conosce allora gli spasimi delle grandi guerre di riconquiste francesi, dai tempi di Romeo di Villanova (Romée o Romieu de Villeneuve) fino ai volontari delle Armate rivoluzionarie.
Nel 1564, si annota la distruzione del villaggio per un violento terremoto. Nel 1700, con lettere patenti del Duca Vittorio Amedeo di Savoia rese il 21 settembre, Bollena ottiene d'essere considerata come sua propria Signoria e la comunità si vede così la "dignità comitale".
Nel 1705, si assiste all'occupazione da parte delle truppe francesi di Luigi XIV, ed i saccheggi si rinnoveranno nel 1744 e 1747, allorquando la valle del Vesubia sarà invasa dai Francesi e gli Spagnoli, in lotta contro i Savoiardi e gli Austriaci.
Il comune, fin dal 1388, ha seguito con la contea di Nizza, le vicende storiche prima della Contea di Savoia e del Ducato di Savoia, e poi dopo il Congresso di Vienna, dal 1815 al 1860, le sorti del Regno di Sardegna-Piemonte, per essere poi annesso nel 1861 alla Francia.
Appese alla confluenza delle valli rimaste italiane dopo il 1860, le tensioni politiche e territoriali italo-francesi dei primi anni del XX secolo, obbligarono l'Amministrazione militare francese ad installarvi il cuore della rete difensiva della linea Maginot delle Alpi meridionali (Flaut).
Dopo l'annessione alla Francia del 1861, La Bollène-Vésubie è diventata una vera e propria "stazione climatica" di media montagna, frequentata dalle aristocrazie italiane ed inglesi, ben presto imitate da quelle nizzarde e francesi. La tranvia serviva la stazione turistica, ma fu rimpiazzata da un servizio di corriera dall'inizio degli anni 1930.

## Società

### Evoluzione demografica
Abitanti censiti